# Acraea endoscota
Acraea endoscota är en fjärilsart som beskrevs av Le Doux 1928. Acraea endoscota ingår i släktet Acraea och familjen praktfjärilar. Inga underarter finns listade i Catalogue of Life.